# Борго Галуцо (Анкона)
Борго Галуцо је насеље у Италији у округу Анкона, региону Марке.
Према процени из 2011. у насељу је живело 33 становника. Насеље се налази на надморској висини од 97 м.